# Una sporca faccenda (romanzo)
Una sporca faccenda (A Nasty Piece of Work) è un romanzo giallo dello scrittore statunitense Robert Littell del 2013.

## Trama
Lemuel Gunn è un ex agente della CIA; dopo aver denunciato dei suoi commilitoni per aver ucciso e stuprato civili in Afghanistan, viene congedato. Incapace di assolversi per non essere riuscito a impedire i crimini, ha utilizzato tutte le sue conoscenze per far espatriare negli USA una giovanissima, vittima scampata alla carneficina, che riesce ad adottare pagandole gli studi all'università. Si mantiene esercitando la professione di investigatore privato nel Nuovo Messico. Un'avvenente ragazza, Ornella Neppi, lo ingaggia per ritrovare un uomo, Emilio Gava, arrestato a seguito di una telefonata anonima, per possesso di droga e rilasciato su cauzione, ma sparito nel nulla. Ornella, sua garante della cauzione, qualora il fuggiasco non venga ritrovato, rischia di perdere 125000$. Gunn accetta l'incarico e, grazie alla collaborazione del poliziotto che aveva eseguito l'arresto, scopre che la telefonata anonima che aveva incastrato Gava era stata fatta da lui stesso, che dal commissariato è sparito il dossier dell'uomo e che le foto che un reporter aveva fatto a Gava all'uscita del tribunale, non sono state pubblicate e sono scomparse dall'archivio del giornale.
Gunn viene a sapere che Gava era un collaboratore di giustizia, appartenente a una famiglia mafiosa che aveva testimoniato contro un rivale e la cui identità era coperta dal programma protezione testimoni. Risalendo all'ultimo indirizzo noto, interrogando i vicini, Gunn scopre che Gava riceveva spesso la visita di una misteriosa donna bionda con la quale faceva sesso violento e che usava il telefono di una vicina per comunicazioni non rintracciabili. Durante le indagini Gunn si fa accompagnare da Ornella, l'unica a poter riconoscere il fuggiasco, del quale non esistono foto; i due intrecciano una relazione nella quale Gunn è sentimentalmente e sessualmente molto coinvolto. Gunn rintraccia l'uomo che aveva ordito il piano di fuga per rientrare negli affari della propria famiglia mafiosa. Gunn scopre che l'amante di Gava era la stessa Ornella che ha incaricato l'investigatore di rintracciarlo per ucciderlo, vendicandosi così dell'abbandono. Ornella, come programmato, uccide Gava che era stato arrestato da Gunn.
I parenti mafiosi di Gava, accortisi della sua sparizione e sicuri del coinvolgimento di Gunn, ne rapiscono la figliastra. Gunn, grazie a un complicato piano, riesce a salvare la ragazza e a fuggire, non prima di aver messo contro le due famiglie mafiose che iniziano una guerra. Ornella è realmente innamorata di Gunn ma l'uomo, dopo i fatti, non è convinto di voler continuare la relazione.

## Edizioni
- (EN) Robert Littell, A Nasty Piece of Work, 1ª ed., St. Martin's Press, 2013, ISBN 978-1-250-02280-6.
- (FR) Robert Littell, Une belle saloperie, traduzione di Cécile Arnaud, Parigi, Baker Street, 2013, ISBN 978-2917559277.
- Robert Littell, Una sporca faccenda, traduzione di Franca Francese, Roma, Timecrime, 2014, ISBN 978-88-6688-142-1.
- (PL) Robert Littell, Wredny typ, traduzione di Marek Fedyszak, Varsavia, Noir sur Blanc, 2015, ISBN 9788373925236.